# Sean Couturier
Sean Gerald Couturier (Phoenix, 7 dicembre 1992) è un hockeista su ghiaccio canadese.

## Palmarès

### Mondiali
- 2 medaglie:
  - 1 oro (Repubblica Ceca 2015)
  - 1 argento (Germania/Francia 2017)